# 男の魂
『男の魂』（おとこのたましい、The Sea Chase）は1955年のアメリカ合衆国の映画。出演はジョン・ウェインやラナ・ターナーなど。

## キャスト
| 役名         | 俳優                   | 日本語吹替                                     |
| 役名         | 俳優                   | 東京12ch版                                     |
| ------------ | ---------------------- | ---------------------------------------------- |
| カール船長   | ジョン・ウェイン       | 小林昭二                                       |
| エルザ       | ラナ・ターナー         | 藤波京子                                       |
| ジェフ       | デヴィッド・ファーラー | 城達也                                         |
| カーシュナー | ライル・ベトガー       | 羽佐間道夫                                     |
| ウェッサー   | タブ・ハンター         |                                                |
| シュライター | ジェームズ・アーネス   |                                                |
| ウォルター   | ディック・ダヴァロス   |                                                |
| シュミット   | ジョン・クォーレン     |                                                |
| マックス     | ポール・フィックス     |                                                |
| ウィンクラ―  | クロード・エイキンス   |                                                |
| 不明 その他  |                        | 槐柳二 寺島幹夫 北村弘一 飯塚昭三 たてかべ和也 |
|              |                        |                                                |
| 演出         | 演出                   | 左近允洋                                       |
| 翻訳         | 翻訳                   | 額田やえ子                                     |
| 効果         |                        |                                                |
| 調整         |                        |                                                |
| 制作         | 制作                   | グロービジョン                                 |
| 解説         |                        |                                                |
| 初回放送     | 初回放送               | 1970年6月16日 『木曜洋画劇場』                 |

## スタッフ
- 監督：ジョン・ファロー
- 原作：アンドリュー・ギア
- 脚本：ジェームズ・ワーナー・ベラ、ジョン・ツイスト
- 撮影：ウィリアム・H・クローシア
- 音楽：ロイ・ウェッブ